# Tipula colei
Tipula colei är en tvåvingeart som beskrevs av Alexander 1942. Tipula colei ingår i släktet Tipula och familjen storharkrankar. Inga underarter finns listade i Catalogue of Life.